# Pablo Pereira
Pablo Daniel Pereira Coitiño (Montevideo, Uruguay, 30 de enero de 1986) es un futbolista uruguayo. Juega como delantero y su actual equipo es Fernández Vial de la Segunda División de Chile.

## Trayectoria
Comenzó en categorías de base en el Villa Española, logrando ser el primer jugador en conseguir ser el artillero de un torneo juvenil en la institución. En esta etapa llegó a integrar la selección sub-17 de dicho país.
Por sus logros personales en su club formador, consiguió llegar al Peñarol, club que compró su ficha.
Después de 2 años formando el equipo de reserva de aquel equipo, consiguiendo un campeonato clausura (2005) y marcando goles importantes a su clásico rival Club Nacional de Football, Pablo Pereira llegó al primer equipo de dicha institución, lugar donde nunca consiguió lograr continuidad esperada.
Llegó a Palestino a fines de octubre de 2009, transferencia permitida ya que se acogió al artículo 16 del reglamento del torneo local, que permite fichar a un nuevo jugador, siempre y cuando tenga inscrito a un futbolista que se haya lesionado y quede inhabilitado para jugar por el resto del certamen, el cual era Alejandro Carrasco quien sufrió una grave lesión.
En enero de 2011 se confirma su traspaso al Sport Recife brasileño. El entrenador del Recife es cesado en su cargo al poco tiempo de llegar Pereira, con lo que pierde posibilidades de jugar. A mitad de año pasa al equipo de Vitoria, que era dirigido por quien lo había hecho en Recife. En 2012 ficharía por el Centro Cultural y Deportivo El Tanque Sisley. En enero de 2013 se confirma su fichaje por Unión Temuco, club que juega en la Primera B de Chile.

## Clubes
| Club                              | País      | Año       |
| --------------------------------- | --------- | --------- |
| Villa Española                    | Uruguay   | 2002-2004 |
| Peñarol                           | Uruguay   | 2004-2007 |
| Fernández Vial                    | Chile     | 2007-2008 |
| Deportes Puerto Montt             | Chile     | 2008      |
| Progreso                          | Uruguay   | 2009      |
| Palestino                         | Chile     | 2009-2010 |
| Sport Recife                      | Brasil    | 2011      |
| Vitoria                           | Brasil    | 2011      |
| El Tanque Sisley                  | Uruguay   | 2012      |
| Club Atlético Atenas (San Carlos) | Uruguay   | 2012      |
| Unión Temuco                      | Chile     | 2013      |
| Deportes La Serena                | Chile     | 2013-2014 |
| Deportivo Carchá                  | Guatemala | 2014      |
| Rampla Juniors                    | Uruguay   | 2015      |
| Juventud Unida de Gualeguaychú    | Argentina | 2016      |
| Deportivo Carchá                  | Guatemala | 2016      |
| Central Español                   | Uruguay   | 2017      |
| Liga de Portoviejo                | Ecuador   | 2018      |
| Rampla Juniors                    | Uruguay   | 2019      |
| Rangers                           | Chile     | 2019      |
| Colón Fútbol Club                 | Uruguay   | 2020      |
| Rampla Juniors                    | Uruguay   | 2021-2022 |
| Deportes Recoleta                 | Chile     | 2023      |
| Fernández Vial                    | Chile     | 2024-Act. |